# Awalycaeus akiratadai
Awalycaeus akiratadai es una especie de molusco gasterópodo de la familia Agriolimacidae en el orden de los Stylommatophora.

## Distribución geográfica
Es endémica del Japón.  